# Том Бискарди
Том Бискарди е криптозоолог от САЩ, роден през 1948 г.
Занимава се с Интернет-радио и е филмов продуцент. Той самият се описва като „Истинския ловец на Йети“.
В своят уеб сайт Бискарди пише:
| „ | През 1967 гледах Джон Карсън и видях първите 8 мм от лентата на видеото на Бигфут. Рекох си как по дяволите можем да пратим човек на луната а не можем да намерим това същество. | “ |

През 1981 г. Бискарди прави филм, наречен „В сянката на Голямата стъпка“.